# Tillandsia 'Kybong'
Tillandsia 'Kybong' es un cultivar híbrido del género Tillandsia perteneciente a la familia Bromeliaceae.
Es un híbrido creado en el año 1988 con la especie Tillandsia stricta (violacea) × Tillandsia ixioides.